# Stanley Kamel
Stanley Kamel (ur. 1 stycznia 1943 w New Brunswick, zm. 8 kwietnia 2008 w Los Angeles) – amerykański aktor charakterystyczny. Odtwórca roli psychiatry Charlesa Krogera w serialu Detektyw Monk.

## Życiorys
Urodził się i dorastał w New Brunswick w New Jersey w rodzinie żydowskiej. Miał dwóch braci – Stephena i Roberta. Ukończył Rutgers Preparatory School. Kształcił się w prestiżowej Szkole Sztuk Pięknych Uniwersytetu Bostońskiego, gdzie uczył się aktorstwa pod kierunkiem Sanforda Meisnera.
Swoją karierę aktorską rozpoczął we wczesnych latach 70. od udziału w małych rolach w produkcjach off-Broadwayowskich. Wkrótce trafił na mały ekran jako Eric Peters w operze mydlanej NBC Dni naszego życia (Days of Our Lives, 1972–1976). W 1978 wystąpił na Broadwayu jako Jeff Leff w musicalu Platinum z Alexis Smith.
8 kwietnia 2008 w wieku 65 lat został znaleziony martwy w swym domu w Hollywood Hills. Policyjni specjaliści orzekli, że przyczyną śmierci był atak serca.
Pierwszy odcinek siódmego sezonu Detektywa Monka został zadedykowany jego pamięci.

## Filmografia

### Filmy
- 1978: Corvette Summer jako oszust z Las Vegas
- 1979: W poszukiwaniu historycznego Jezusa (In Search of Historic Jesus, dokumentalny) jako Jakub Sprawiedliwy
- 1982: Kochać się (Making Love) jako Charlie
- 1983: Star 80 jako Nick
- 1998: Świąteczny bunt (Like Father, Like Santa, TV) jako Leland Jennings
- 2005: Domino jako Anthony Cigliutti
- 2006: Inland Empire jako Koz Kakawski

### Seriale TV
- 1969: Mannix jako Rich Gaines
- 1969: Mission: Impossible jako pacjent
- 1972: Mannix jako John „Gemini” Boling
- 1972–1976: Dni naszego życia (Days of Our Lives) jako Eric Peters
- 1974: Kojak jako Clyde Bruckner
- 1977: Kojak jako Bert Marino
- 1978: Aniołki Charliego (Charlie’s Angels) jako Dinsmore
- 1979: The Incredible Hulk  jako Gary
- 1981: Mork i Mindy (Mork & Mindy) jako Charlie
- 1983–1985: Posterunek przy Hill Street (Hill Street Blues) jako agent Ramsey
- 1983–1988: Cagney i Lacey (Cagney & Lacey) jako detektyw Mick Solomon
- 1984: Riptide jako pułkownik Davidson
- 1984: Nieustraszony (Knight Rider) jako Sonny Martin
- 1985: Hardcastle i McCormick (Hardcastle and McCormick) jako Zimmerman
- 1986–1991: Prawnicy z Miasta Aniołów (L.A. Law) jako Mark Gilliam
- 1987: Matlock jako jubiler Mark Douglas
- 1987: Star Trek: Następne pokolenie (Star Trek: The Next Generation) jako Kosinski
- 1987–1988: Detektyw Hunter (Hunter) jako Brad Wilkes, FBI
- 1989: Paradise, znaczy raj (Guns of Paradise) jako pan Sweet
- 1989: Napisała: Morderstwo (Murder, She Wrote) jako barman Frankie
- 1989–1990: Piękna i Bestia (Beauty and the Beast) jako George Walker
- 1990: Detektyw w sutannie (Father Dowling Mysteries) jako Leo Chaplin
- 1990: Columbo jako Tim Haines
- 1990: Matlock jako Clayton Ross
- 1990: Napisała: Morderstwo (Murder, She Wrote) jako Sid Staples
- 1991: Złotka (Golden Girls) jako Herb Shrewsberry
- 1991: MacGyver jako Victor Kasanti
- 1991: Detektyw w sutannie (Father Dowling Mysteries) jako Ron Baylor
- 1992: Malibu Road 2000 jako pan Adler
- 1993: Diagnoza morderstwo (Diagnosis: Murder) jako dr Larry Wright
- 1994: Melrose Place jako Bruce Teller
- 1994: Diagnoza morderstwo (Diagnosis: Murder) jako Wayne Topping
- 1995: Beverly Hills, 90210 jako Tony Marchette
- 1997: Renegat (Renegade) jako Anthony Capezi
- 1997: Pomoc domowa (The Nanny) jako przedstawiciel kondominium
- 1997: Baza Pensacola (Pensacola: Wings of Gold) jako Grissom
- 1997: Ostry dyżur (ER) jako dr „Fin” Leosch
- 1998: Stan wyjątkowy (Martial Law) jako dr Ron Burnside
- 1999: Lekarze z Los Angeles (L.A. Doctors) jako dr Crosswell
- 1999: Siódme niebo (7th Heaven) jako ojciec Shany
- 2000: Nowojorscy gliniarze (NYPD Blue) jako Noel Beller
- 2001: The Geena Davis Show jako Carl
- 2002–2008: Detektyw Monk (Monk) jako dr Charles Kroger
- 2003: Szpital miejski (General Hospital) jako Cody McCall
- 2004: Prezydencki poker (The West Wing) jako Stanley
- 2005: Reba jako Mac